# Show`s Just Begun
Show`s Just Begun은 MC몽의 네번째 정규 음반으로 2008년 4월 17일에 발매되었다.

## 수록곡
1. Radio Revers and Rhyme
2. 서커스 (feat.임유경, 달래 음악단)
3. 페르시안 고양이 (feat.M.A.C)
4. 아홉번째 구름 (feat.양파)
5. 죽도록 사랑해 (feat.박정현)
6. 그녀에 취해 (feat.후니훈)
7. 미치겠어 (feat.M.A.C)
8. 내 맘속 사랑을 죽이다 (feat.잔디, 박장근)
9. Beautiful Life (feat.빅마마)
10. 숨바꼭질
11. 삐에로 (feat.M.A.C)
12. 말해
13. 옛날 옛적에
14. 몽이 유랑단 (feat.데프콘, 노홍철, 하하, 달마시안(이나티,데이빗,이다리))